# Франс-Альберт Рене
Франс-Альберт Рене (фр. France-Albert René; 16 листопада 1935, атол Фаркуар, Сейшельські острови — 27 лютого 2019) — президент Сейшельських Островів в 1977–2004 роках.

## Ранні роки
Народився на атолі Фаркуар, найпівденнішій точці Сейшел, в сім'ї керівника плантацією. Французького походження. Закінчивши коледж в місті Вікторія (столиця), продовжив навчання в Швейцарії та Великій Британії (коледж Святої Марії в Саутгемптоні і Королівський коледж в Лондоні), за освітою юрист. Під час навчання брав участь у діяльності Лейбористської партії Великої Британії. У 1962–1964 роках вивчав також економіку в Лондонській школі економіки. Після повернення на батьківщину в 1964 році займався адвокатською практикою.
У 1964 році заснував і очолив «Об'єднану партію народу Сейшельських островів» (ОПНС) — першу політичну партію в країні. Після обрання в законодавчу асамблею колонії (1965 рік) разом з соратниками по партії вів активну боротьбу за надання їй самоврядування. У 1975 році в колоніальному уряді Сейшел став міністром громадських робіт і земельного розвитку коаліційного уряду, в який також увійшли представники Демократичної партії (ДП). У 1976 році, після отримання Сейшелами незалежності від Британії був призначений прем'єр-міністром в уряді президента Дж. Менчема (лідер ДП).

## Переворот
5 червня 1977, менш ніж через рік після отримання незалежності Сейшел, прихильники Рене здійснили державний переворот, він був проголошений президентом країни. Після перевороту Рене оголосив, що він не комуніст радянського типу, а «соціаліст Індійського океану». Проте, незабаром Рене проголосив курс на соціалістичний розвиток країни за зразком СРСР.

## «Соціалістична республіка»
В 1978 році правляча партія була перейменована на Народний прогресивний фронт Сейшельських островів, ідейною основою якого був проголошений соціалізм. У республіці за конституцією 1979 була встановлена однопартійна система, президент висувався на посаду тільки НПФ. Президент країни ставав одночасно і прем'єр-міністром, а також головнокомандувачем збройними силами. 29 червня 1979-го Рене був обраний на посаду президента.
У країні припинені численні спроби перевороту: тільки за перші 2,5 року нової влади їх було 3, подібні спроби були також у 1981-му (під керівництвом відомого найманця Майкла Хора), 1982-му, 1986-му і 1987-му роках.
Після приходу Рене до влади, багато великих власники вирішили виїхати з країни, побоюючись експропріації та репресій. Між 1977-м і 1984 рр.. країну покинули чотири тисячі сейшельців (в основному до Британії і ПАР).
Взявшись за будівництво державної економіки, президент Рене почав з того, що можна було б назвати радикальною соціал-демократію, виправляючи нерівність у трудових відносинах і соціальній сфері. Були різко скорочені диспропорції в заробітній платі. Програма загальної зайнятості скоро забезпечила роботу всім при мінімальному рівні зарплати; була задіяна система соціального страхування. Відбулися благотворні зміни в галузі освіти (країна стала майже поголовно грамотною), житловій політиці та охорони здоров'я, причому дитяча смертність знизилася до рівня європейських країн з високорозвиненою медициною. До 1992 року дохід на душу населення Сейшел склав $ 5000.
У 1992 році, після краху радянського табору, Рене оголосив про відновлення на Сейшелах багатопартійної системи та ринкової економіки, відхід від соціалістичної орієнтації. У 1993 році були проведені перші багатопартійні вибори.
Обирався на посаду президента в 1979, 1984, 1989, 1993 (59,9 % голосів проти 36,7 % за колишнього президента Д.Менчема), 1998 (Ф-А.Рене 66,7 %, В.Рамкалаван 19,5 %, Менчем 13,8 %) і 2001 (Ф-А.Рене 54,2 %, В.Рамкалаван 45 %) роках.
У 1977–1979 рр.. займав крім того посаду міністра закордонних справ і фінансів, в 1981–1989 рр.. — міністр фінансів і промисловості, в 1984–1989 рр.. — міністр планування та зовнішніх зносин, в 1986–1993 рр.. — міністр оборони, міністр промисловості, з 1998 р. — міністр внутрішніх справ і оборони.
У 1978–1984 рр.. голова, з червня 1984 генеральний секретар ПФНС.
Під керівництвом Рене Сейшельські острови домоглася одного з найвищих в Африці показників за рівнем життя населення.

## Відставка
14 квітня 2004 Рене передав свої президентські повноваження віце-президенту Джеймсу Мішелю. Перед цим він купив ранчо в Австралії, де збирався провести залишок життя зі своєю третьою дружиною. Залишався головою правлячого ПФНС.